# Lucerapex carola
Lucerapex carola é uma espécie de gastrópode do gênero Lucerapex, pertencente a família Turridae.